# Megan Gallagher
Megan Gallagher, född 6 februari 1960 i Reading, Pennsylvania, är en amerikansk skådespelerska.

## Utmärkelser
Gallagher vann ett Theatre World Award 1990.

## Roller i urval
- 1986–1987 – Spanarna på Hill Street (TV-serie) (19 avsnitt)
- 1988 – China Beach (TV-serie) (16 avsnitt)
- 1988 – Champagnekungen (TV-film)
- 1990 – Ambulansen
- 1991 – Spana in Bob (TV-serie) (13 avsnitt)
- 1993–1995 – Star Trek: Deep Space Nine (TV-serie) (2 avsnitt)
- 1996–1999 – Millennium (TV-serie) (45 avsnitt)
- 2000 – Star Trek: Voyager (TV-serie) (1 avsnitt)
- 2005 – Mr. & Mrs. Smith
- 2007 – 24 (TV-serie) (4 avsnitt)
- 2013–2018 – Suits (TV-serie) (5 avsnitt)
- 2019–2021 – NCIS (TV-serie) (3 avsnitt)